# Woodman (Wisconsin)
Woodman – miasto w Stanach Zjednoczonych, w stanie Wisconsin, w hrabstwie Grant.